# Aïn Reggada (Algérie)
Aïn Reggada est une commune de la wilaya de de Guelma en Algérie.